# The Young Graduates
Pour plus de détails, voir Fiche technique et Distribution.
The Young Graduates est un film américain réalisé par Robert Anderson, sorti en 1971.

## Fiche technique
- Titre : The Young Graduates
- Réalisation : Robert Anderson
- Scénario : Robert Anderson, Terry Anderson et Dave Dixon
- Pays d'origine : États-Unis
- Genre : drame
- Date de sortie : 1971

## Distribution
- Patricia Wymer : Mindy Evans
- Steven Stewart : Jack Thompson
- Gary Rist : Bill
- Bruno Kirby : Les
- Jennifer Ritt : Gretchen Thompson
- Dennis Christopher : Pan